# Ботахан (нефтяное месторождение)
Ботахан — нефтяное месторождение расположено в Атырауской области Казахстана, в 65 км к западу от города Кульсары. Изучено методом структурной сейсмической разведки (1962—1976), открыто в 1980 году в результате глубинного бурения. Тектонически приурочено к солянокупольной структуре.
Геологический разрез месторождения включает отложения от нижней перми до антропогена. Продуктивные слои расположены в верхней части соляного купола; нефтеносность связана с отложениями средней юры.
Нефтеносные горизонты мощностью 3,1—6,6 м, сложенные средне-юрскими песчаниками в чередовании с глинами, залегают на глубине 1200—1450 м. Открытая пористость нефтяных коллекторов 22,5—25 %, проходимость 0,05—0,15 мкм2. Давление пласта 14,2—20,4 МПа. Суточная продуктивность нефти 14,45—32 мн. Плотность нефти 0,812—0,850 г/см3, содержание серы низкое, парафина 1,8—2,65 %.
Геологические запасы оценивается 4,191 миллионов тонн нефти.
Оператором месторождения является казахская нефтяная компания Разведка Добыча «КазМунайГаз». Добыча нефти в 2010 году составила 185 тыс. т.